# Ventura di Moro
Ventura di Moro (Firenze, tra il 1395 e il 1402 – Firenze, 1486) è stato un pittore italiano.

## Biografia
Un tempo era noto come Pseudo Ambrogio di Baldese o anche come Lippo d'Andrea; è stato però identificato da Enzo Carli nel 1972 attraverso la lettura del nome del pittore sul manto della piccola Madonna con Bambino proveniente dal convento di Santa Maria Maddalena di Siena ed ora nella locale Pinacoteca Nazionale. Tutte le opere, numerosissime, attribuite allo Pseudo Ambrogio sono state così travasate entro il nuovo contenitore di Ventura di Moro.
Ventura di Moro è un artista ampiamente documentato dalle fonti: nel 1416 è iscritto alla Compagnia di San Luca, nel 1419 aderisce all'Arte dei Medici e Speziali, già prima del 1427 aveva bottega in corso degli Adimari, nella quale si esercitava l'attività della sua compagnia, composta da lui, Giuliano di Jacopo e, in posizione subordinata, da Marco di Filippo. Tale compagnia avrà vita lunga e articolata: nel 1442, scioltosi dal vincolo Marco di Filippo, vi entra, seppur ancora in qualità di aiuto, anche il giovane Jacopo di Antonio, nipote di Giuliano. Ma il fresco talento di Jacopo, decisamente orientato verso Pesellino, si spegne improvvisamente nel 1454, portando alla lenta ma inesorabile rovina finanziaria della compagnia che tuttavia sopravvivere sino la morte di Giuliano avvenuta nel 1460. Nel 1472 Ventura di Moro è troppo vecchio per esercitare la professione, rilevata da Bartolomeo, uno dei figli di Giuliano, che muore però nel 1480.

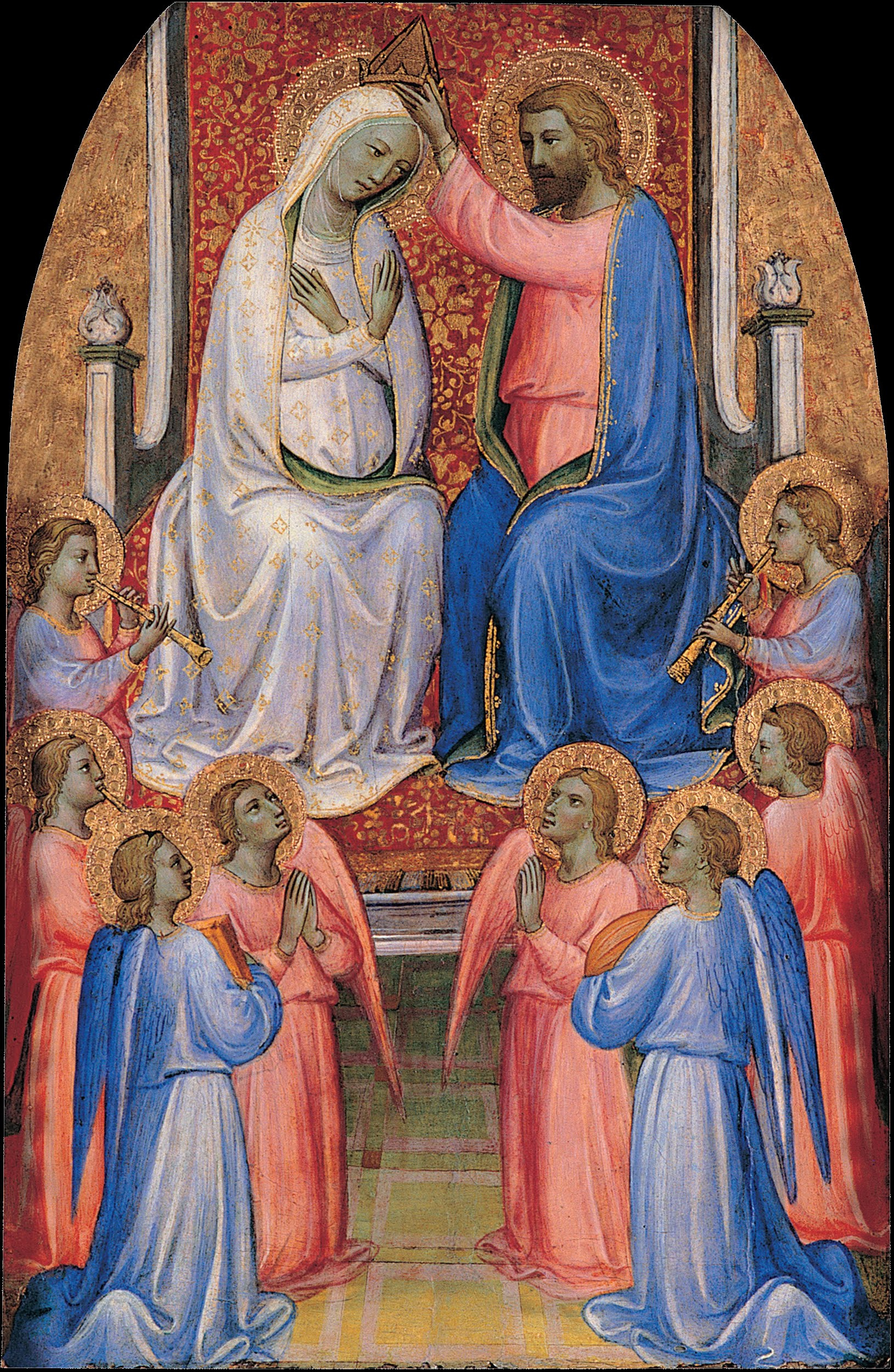
Incoronazione della Vergine, Musei Capitolini

Nessuna delle opere menzionate dalle fonti come eseguite da Ventura di Moro si è apparentemente conservata, fatta eccezione per due Storie di San Pietro martire affrescate sulle facciate esterne dell'Oratorio fiorentino del Bigallo, eseguite nel 1446 in collaborazione con Rossello di Jacopo Franchi e con il fratello di quest'ultimo, Giunta, ora in cattive condizioni di conservazione, oltreché staccate. Decisiva è stata l'identificazione di alcuni affreschi, per i quali Ventura di Moro risulta pagato nel 1427, ora staccati, provenienti da San Jacopo in Campo Corbellini, con Angeli oranti e un Cristo passo, pertinenti ad un tabernacolo scolpito da Giusto da Settignano. Il confronto con la tavoletta senese prova che si tratta di opere uscite da una medesima, attardata frammistione di elementi arcaicizzanti e tardogotici con altri più aggiornati, soprattutto in senso plastico, e ha consentito la recente ricostruzione di un più verosimile catalogo di opere di Ventura di Moro, comprendente una Madonna in trono e due angeli in San Leolino a Panzano in Chianti e la Madonna dell'Umiltà del Museo Civico di Pescia, entrambe databili agli anni '30. In ordine cronologico dovrebbe seguire il trittico con la Madonna tra San Clemente e San Bartolomeo proveniente da San Michele a Padule presso Poggibonsi, ora nel Vescovado di Colle di Val d'Elsa, nel quale gli sbandamenti formali tra antico e nuovo vanno letti nello sforzo di aggiornamento attuato da Ventura di Moro sotto differenti stimoli: tra questi il Maestro del 1419 per le decorazioni preziose, Mariotto di Nardo ed altri pittori senesi. L'ultima opera da menzionare è una Madonna con quattro angeli tra il Battista e sant'Antonio abate, risalente agli anni '40 ed ora conservata in Castel Sant'Angelo a Roma, che mostra la nuova attenzione di Ventura per Masolino.
Questa spazialità conquistata più per via di scorci e bilanciamenti compositivi che per architetture o volumetrie comprese in pieno, unita a ricercatezze nelle cromie in alcuni dettagli, è una formula che permarrà nelle opere successive di Ventura, come si può vedere nel trittico con Madonna in trono tra sant'Antonio abate e san Pietro, oggi a Dicomano, nella Pieve di Santa Maria.